# O Circo (Seurat)
O Circo (em língua francesa: Le cirque Une ecuyere a cheval, un clown et des acrobates) é uma pintura a óleo sobre tela realizada pelo artista francês Georges Pierre Seurat entre 1890-1891. É a última obra deste pintor , que deixou-a inacabada quando morreu.

## Sobre a obra
Nessa pintura, Seurat representa o circo, com toda a sua atmosfera festiva. Na década de 1880, esse tema também foi representado por outros artistas, como Renoir, Degas e Toulouse-Lautrec.
A técnica utilizada pelo artista é o pontilhismo, ou divisionismo, que é caracterizado pelo uso de pequenas pinceladas justapostas que se fundem na visão do observador.  A paleta de cores se resume a quatro cores principais, com seus tons intermediários, em estado puro (ou seja, os tons não eram criados a partir da mistura das tintas na palheta, mas da combinação dos pontos coloridos). Como resultado, predominam no conjunto da obra o amarelo e o violeta, que se complementam.

Segundo registros, o quadro a princípio foi adquirido por Paul Signac, que posteriormente o revendeu ao colecionador de arte norte-americano John Quinn, a partir da promessa de que seria deixado ao Museu do Louvre. 